# Dějiny Francie

Erb francouzských králů

Erb Francouzského císařství

Znak republikánů

Dějiny Francie začaly podle současných nálezů již zhruba před 1,8 miliony let, kdy se na území Francie objevili první lidé. První rozvinutější kultura tu nechala stopy již v paleolitu. Od 6. století př. n. l. žili na území Francie Keltové, kteří v následujících letech v podstatě splynuli s římskou říší v římské provincii Galii, takže od přelomu letopočtu hovoříme již o Galorománech. Během období stěhování národů se zdejší obyvatelstvo smísilo s Germány, kteří tu po pádu římské říše vytvořili své vlastní státy. Na jihu to byla Tolosánská říše Vizigótů, na severu kmeny Franků. Římský vliv však nezmizel a hlavním jazykem této oblasti zůstala latina (obohacená o galské a germánské prvky).
Ze všech germánských kmenů se jako nejsilnější ukázali Frankové, kteří si postupně všechny ostatní kmeny podmanili a dali Francii jméno; jejich Franská říše se stala po Byzanci nejpevnějším a nejmocnějším státním celkem raného středověku; k jejímu největšímu rozmachu došlo za vlády Karla Velikého. Po rozpadu Franské říše roku 843 se z její západní části postupem času začala formovat Francie. Nejprve jí vládli potomci Karla Velikého, roku 987 nastoupila dynastie Kapetovců, která se na trůně se svými vedlejšími větvemi (Valois, Bourbon) udržela až do vzniku francouzské republiky. Ačkoliv královská moc nebyla ve Francii zprvu příliš velká (a mnozí šlechtici byli přinejmenším stejně mocní jako král), postupem času se začala upevňovat a za Filipa II. Augusta a Filipa IV. Sličného byla již Francie evropskou velmocí. Napomohlo tomu také francouzské vítězství ve stoleté válce, v níž se vyhrotil dlouholetý zápas mezi Francií a Anglií. Na počátku raného novověku tak Francie nastoupila cestu k postavení světové velmoci.
V 16. století se hlavním francouzským soupeřem stali Habsburkové, kteří vládli Španělsku a Svaté říši římské, tedy oběma francouzským sousedům. Za vlády Františka I. se do Francie dostala renesance a jeho dvůr proslul po celé Evropě. Ve druhé polovině 16. století byla Francie uvržena do krutých náboženských válek, které vyvrcholily masakrem, jenž vešel do dějin jako Bartolomějská noc. Po ní následovalo uklidnění a konsolidace poměrů. Následně za vlády Ludvíka XIV. královská moc dosáhla svého vrcholu a Francie značného rozmachu. Na konci Ludvíkovy vlády však došlo k obrovskému vyčerpání francouzské ekonomiky, které spolu s dalšími problémy zapříčinilo Velkou francouzskou revoluci.
Velká francouzská revoluce propukla v roce 1789 a vedla roku 1792 k nastolení První francouzské republiky a změně stavovské společnosti v občanskou. Republiku sice brzy ovládl Napoleon a proměnil ji v císařství, její myšlenky však zachoval a rozšířil po celé Evropě. Prvních 15 let 19. století bylo pak v celé Evropě zcela pod znamením převahy Francie. V průběhu 19. století došlo k několika střídání občanských vlád s pokusy o návrat k monarchii či absolutismu, což bylo provázeno mnohými revolucemi.
Mocenské napětí v Evropě vedlo k první i druhé světové válce – ačkoli z obou Francie vyšla vítězně, začala během 20. století postupně ztrácet své velmocenské postavení. Po druhé světové válce vznikla Čtvrtá republika a v roce 1958 byla nastolena současná Pátá republika v čele s generálem Charlesem de Gaullem.
V posledních desetiletích se Francie soustřeďuje spíše na Evropu, ačkoliv po nástupu prezidenta Nicolase Sarkozyho se očekávalo opětovné sblížení se Spojenými státy. V průběhu 2. poloviny 20. století se Francie smířila s Německem a ve spojení s ním usiluje o politickou a ekonomickou integraci Evropy.

## Od počátků osídlení po příchod Keltů
Naše znalosti prehistorického období (období před vznikem písemných pramenů) jsou značně mlhavé, jelikož při jeho studiu se můžeme opírat pouze o archeologické prameny, jichž je navíc v nejstarších dobách jen poskrovnu. Ačkoliv ve východním Středomoří končí toto období (označované jako pravěk) zhruba před 3000–2000 lety př. n. l., první písemné památky vztahující se k území Francie pocházejí až ze starověkého Říma (zejména 1. století př. n. l.). Nicméně z archeologických nálezů vyplývá, že Francie byla osídlena již velmi záhy. První skutečná civilizace se však na území Francie objevuje až s kulturou keltskou (700–50 př. n. l.).

### Od nejstaršího osídlení po neolitickou revoluci

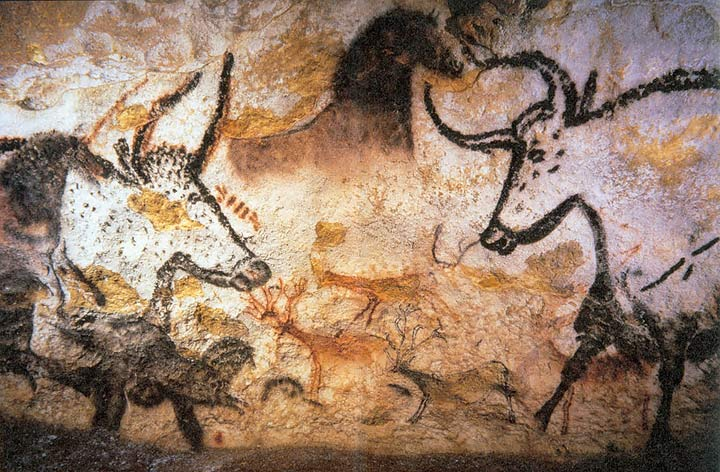
Nástěnné malby z jeskyně v Lascaux pocházející z doby kolem roku 15 000 př. n. l.

Doposud nejstarší archeologické nálezy, učiněné ve francouzském Chilhacu, naznačují, že Francie byla osídlena již před 1 800 000 lety (nejstarší paleolit). Avšak podobné nálezy jsou až do středního paleolitu, kdy se na území dnešní Francie zhruba před 200 000 lety objevili neandrtálci, spíše ojedinělé. V době před 40 000 lety (mladší paleolit) pak byli neandrtálci vytlačeni novým lidským druhem, homo sapiens. O významu jeho rozšíření na území Francie svědčí skutečnost, že jeho rané vývojové stadium bylo pojmenováno právě po francouzském nalezišti Cro Magnon.

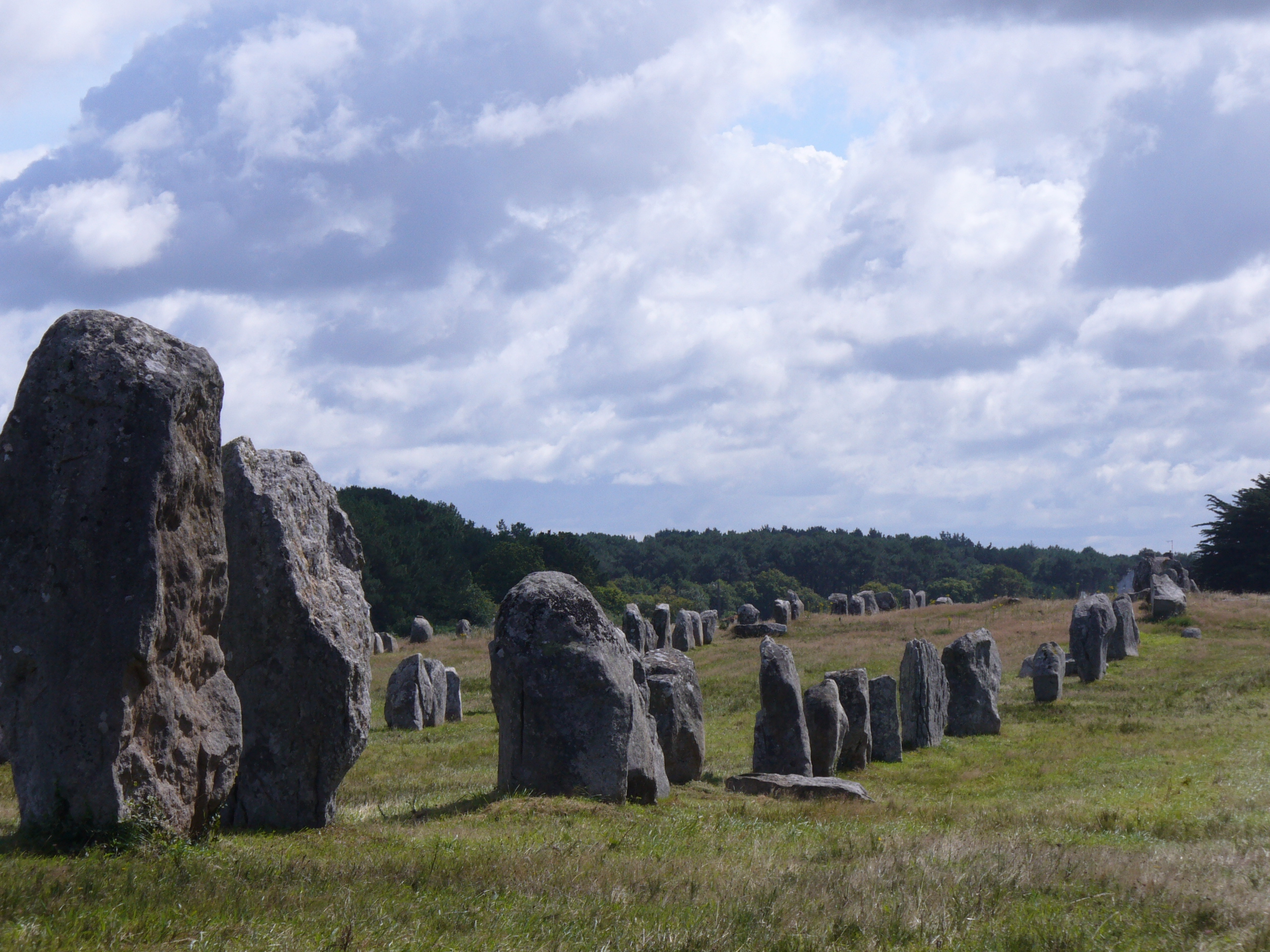
Menhiry v Carnacu.

Až do doby kolem roku 6000 př. n. l. se lidé na území Francie živili převážně lovem, doplňovaným sběrem – o důležitosti lovu pro tehdejšího člověka svědčí monumentální jeskynní malby (ve Francii je nejproslulejší jeskyně v Lascaux). Jelikož tehdejší lovná zvěř se neustále stěhovala, lidské společnosti byly převážně kočovnické. Právě v 6. tisíciletí př. n. l. se ale (nejspíše jako důsledek ústupu ledovce a výrazné celkové změny ekosystému v předešlých tisíciletích) postupně začínal prosazovat přechod k usedlejšímu způsobu života a objevovalo se primitivní zemědělství; tento proces se nazývá neolitická revoluce. To se zhruba do roku 2700 př. n. l. rozšířilo po celém území Francie. Nejznámější ve Francii zastoupenou neolitickou kulturou byla bretonská megalitická kultura, která proslula zejména vztyčováním obrovitých kamenných řad (největší se nacházejí v Carnaku).
V období neolitu se do Evropy také začaly dostávat indoevropské kmeny z východu, které sem mimo jiné zanesly i nové technologie. Kolem roku 2000 př. n. l. vzkvétala tzv. Beakerská kultura, která proslula užitím mědi. O této době již hovoříme jako o době měděné (eneolitu). Ta později s vynálezem slitiny mědi a cínu přechází v dobu bronzovou.

### Období Keltů
Koncem doby bronzové pronikla do východní Francie (údolí Rhôny) takzvaná „keltská“ civilizace. Označení Keltové, které pocházelo od Řeků, si Římané pozměnili a keltským kmenům říkali Galové. Ve skutečnosti se jednalo o několik „národů“, které mluvily různými keltskými jazyky.
Tyto skupiny žily i před římskou okupací na poměrně vysoké úrovni, na území Galie fungovalo několik významných měst. Značně rozvinutý byl obchod včetně dálkového, obecně rozšířena byla peněžní směna. Galové vyznávali vlastní polyteistické náboženství, ve společnosti patřilo významné postavení druidům – kněžím. Středomořské pobřeží bylo už od 7. století př. n. l. osídleno Řeky, od nichž tamní Galové převzali písmo. Tato Gallia Narbonensis, jak ji později nazvali Římané, se od 2. století př. n. l. stala předmětem zájmu Římanů.

## Římská Galie

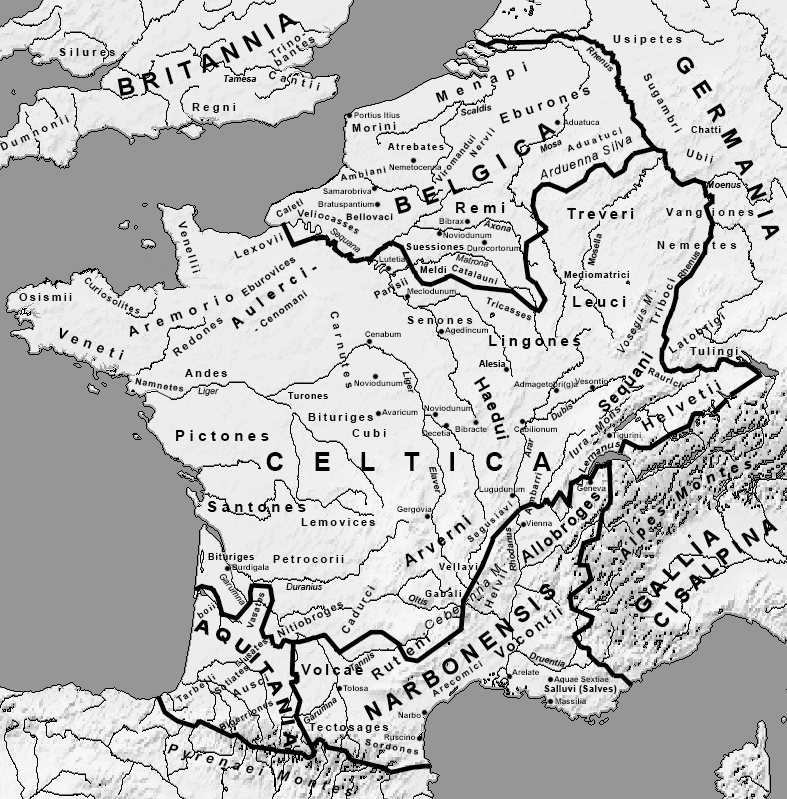
Čtyři provincie římské Galie

Jako první bylo k Římské říši přičleněno pobřeží Středozemního moře, nazvané podle města Narbonne, kde se usadila významná kolonie římských občanů, Gallia Narbonensis. Zbytek území byl k římské říši připojen vesměs po tažení Gaia Iulia Caesara v 50. letech 1. století př. n. l. O těchto bojích i o následném povstání Galů pod vedením Vercingetoriga obsáhle pojednávají Caesarovy Zápisky o válce galské (Commentarii de Bello Gallico).
Během 1. století n. l. dochází v Galii ke konsolidaci poměrů, probíhá výrazná romanizace obyvatelstva. Za císaře Augusta byla Galie rozčleněna, vyjma dříve připojeného území Galie narbonské, na Aquitánii, Galii Lugdunensis (Galii lyonskou) a Belgicu. Bylo založeno množství měst, která se stala centry šíření latiny a římské kultury, země byla propojena množstvím silnic. Splývání Galů a Římanů bylo posíleno společnými boji jak v Británii, tak proti Germánům na východní hranici, které od 2. století neustále sílily. Obyvatelé Galie získali plné římské občanství, případnějším než Galové se stalo označení Galorománi. Zejména obyvatelé měst začínali přejímat nové náboženství, které se masově šířilo po celé římské říši – křesťanství. V Galii ovšem v ariánské podobě, která byla římskou církví považována za herezi. Provincie se stala jednou z nejdůležitějších v římské říši.

### Rozpad západořímské říše a pronikání Germánů do Galie

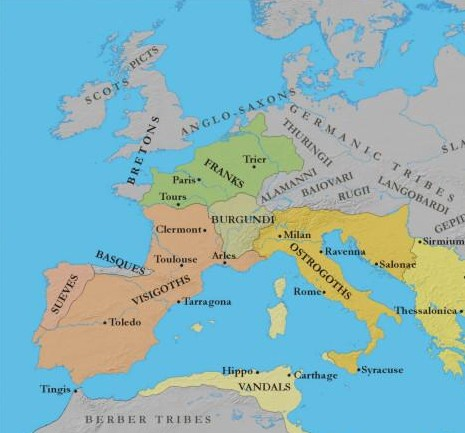
Germánská království v Galii kolem roku 460.

Třetí století potom přineslo pravý opak této mírové doby. Galorománi a především jejich představení se často zapojovali do mocenských bojů v Římě. Obyvatelé byli zatěžováni stále vyššími daněmi a dříve bohatá města začala pomalu upadat. Od druhé poloviny 3. století se na území Galie začali usazovat Germáni, kteří obdrželi práva tzv. foederatů. Roku 406 potom germánské kmeny Alemanů a Franků využily zamrznutí Rýna a ve velkém pronikly na území Galie. Neustávající příliv nových osadníků vyústil ve vznik autonomních osad a území, které se dále řídily svými původními germánskými zvyklostmi.
Jedním z posledních útoků, kterým byla oslabená Římská říše schopna odolat, byl vpád Hunů, kteří vyvolali i pohyby germánských kmenů. Právě spojená galořímská a vizigotská vojska zastavila roku 451 postup hunských hord Evropou v bitvě na Katalaunských polích. Řím vypleněný nájezdníky však měl v té době pouze minimální vliv na dění v provincii a Germáni už byli více než cizími barbary legitimními obyvateli Galie.
Koncem 5. století byla Galie již mozaikou germánských „barbarských“ království, a formální zánik západořímské říše roku 476 se tedy na území Galie nikterak vážně neprojevil.

## Franská říše

Expanze franské říše

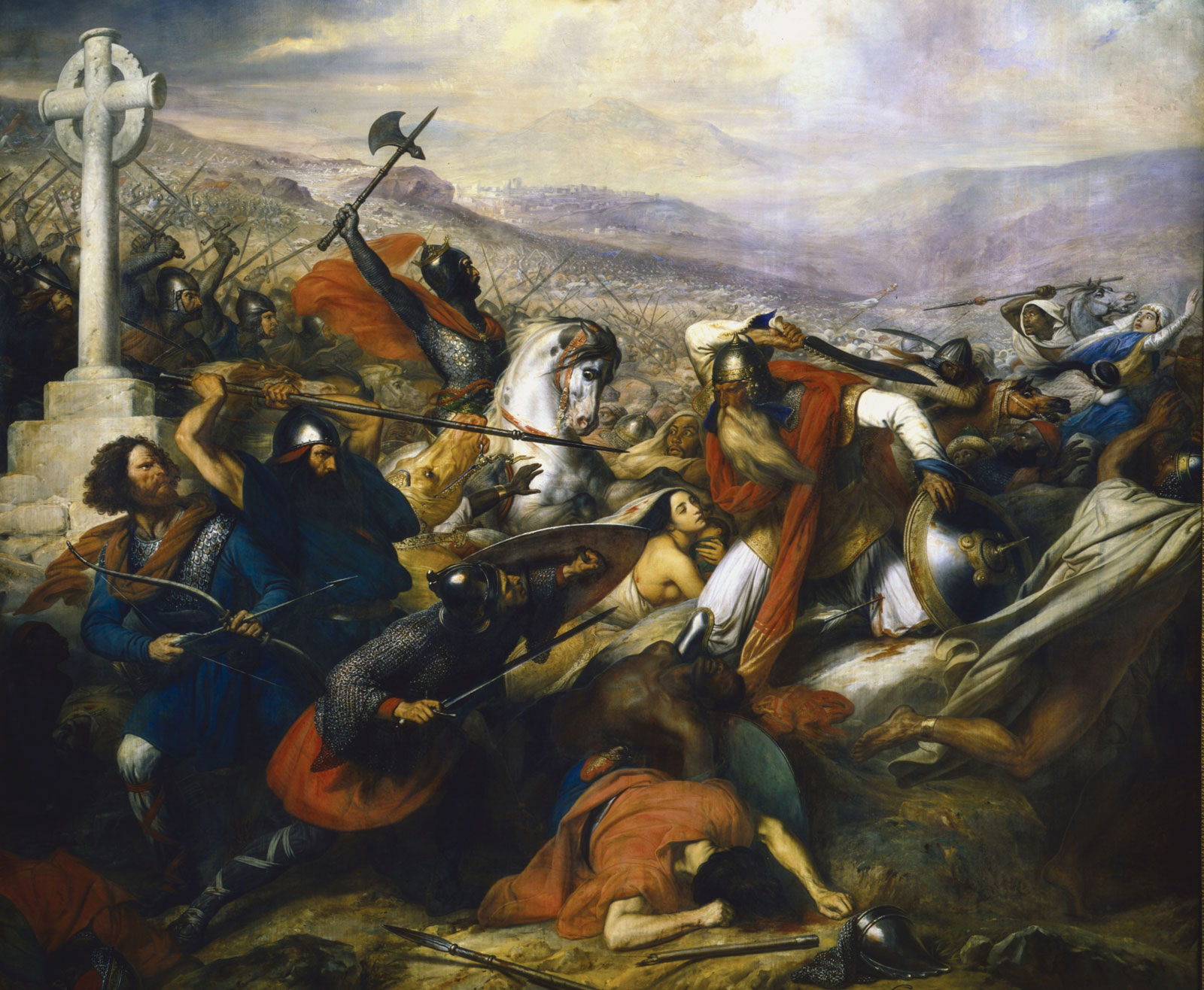
Bitva u Poitiers – Steuben

Ze všech germánských království se jako nejstabilnější ukázala říše Franků. Frankové byli jedna z největších germánských skupin na území Galie. Jejich osady byly soustředěny zejména na severovýchodě země, pomyslným středem byla řeka Rýn, která je dělila na dvě základní skupiny – východní (ripuárské) a západní (sálské). Frankové do Evropy přišli někdy na počátku letopočtu, nepodnikali však v době stěhování národů žádné rozsáhlejší přesuny, a jejich síly se netříštily. V 5. století se sjednotili pod vládou krále Chlodvíka z dynastie Merovejců a postupně vytvořili mohutnou říši, která začala dominovat celé západní Evropě.

### Merovejci a počátky Franské říše (481–751)
Mezi nejvýznamnější franské náčelníky konce 5. století patřil Chlodvík z rodu Merovejců. Panoval sálským Frankům, kteří sídlili na západním břehu Rýna. Poté, co odstranil všechny své soupeře a stal se králem všech Franků, zahájil jejich rozsáhlou expanzi na jih a západ. Roku 486 porazil u Soissons Syagria, který panoval na troskách římské Galie v okolí Remeše, čímž ovládl severní Galii. Sňatkem s burgundskou princeznou Klotildou (Chrotechildou) získal nejen nároky na toto území, ale hlavně katolický křest, kterým se odlišil od ostatních germánských panovníků (kteří byli buď pohané, nebo křesťanství přijali v jeho ariánské formě). Spolu s králem, jak bylo tehdy obvyklé, přijali nové náboženství i jeho lidé. Tento okamžik bývá často interpretován jako jeden z počátků budoucí Francie. Koncem života se Chlodvíkovi podařilo porazit Vizigóty, kteří sídlili v dnešní jihozápadní Francii, a také sjednotit Franky na obou březích Rýna.
Po Chlodvíkově smrti roku 511 byla Franská říše po několik desítek let trvajících bojích roku 537 rozdělena mezi jeho syny; vznikla tak království Austrasie (se sídlem v Remeši), Neustrie (jejímž hlavním městem byla Paříž) a Burgundsko (s centrem v Orléansu). Podle franského zvyku (uzákoněném v Chlodvíkem vydaném zákoníku Lex Salica) se totiž majetek po smrti otce dělil mezi všechny jeho syny. Tento systém (byť se možná zdá spravedlivý) byl pak příčinou mnoha bratrovražedných bojů, které se staly trvalou součástí fungování franského státu. (Hlavním pramenem pro toto poznání tohoto období je kronika tourského biskupa Řehoře známá pod názvem O boji králů a údělu spravedlivých.)

### Období majordomů a nástup dynastie Karlovců

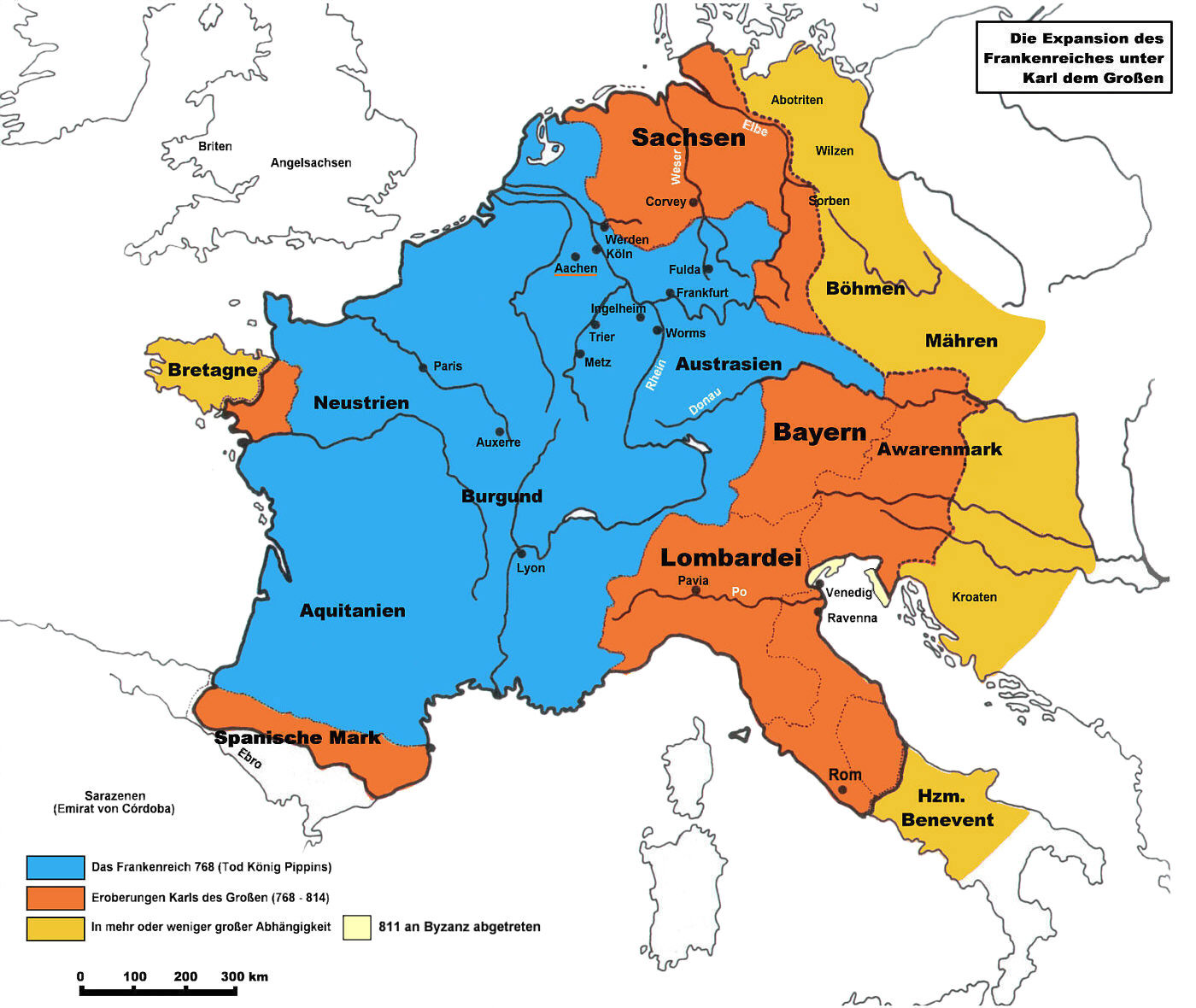
Rozsah říše okolo roku 768

Boje mezi jednotlivými Merovejci pak dominovaly dějinám Franské říše po celé 6. a 7. století. Poslední králové z této dynastie byli už jen velmi slabými panovníky. Rozhodující vliv v zemi získali správci královských paláců a statků – majordomové, kteří nakonec vládli již zcela samostatně, bez ohledu na skutečné krále.
Nejúspěšnější byli majordomové Austrasie, v 7. století si tu dynastie Karlovců zajistila tento úřad pro svůj rod dědičně. Roku 687 zdejší majordomus Pipin II. sjednotil téměř všechna franská území. Jeho syn Karel Martel vládl již zcela bez ohledu na skutečného krále, roku 732 dosáhl v bitvě u Poitiers slavného vítězství nad Araby, kteří pronikali ze Španělska přes Pyreneje na jih dnešní Francie.
Na základě úspěchů svých předchůdců se Karlův syn Pipin III. zvaný Krátký roku 751 prohlásil a byl zvolen (za podpory papeže) skutečným franským králem. Na franský trůn tak nastoupila dynastie Karlovců.

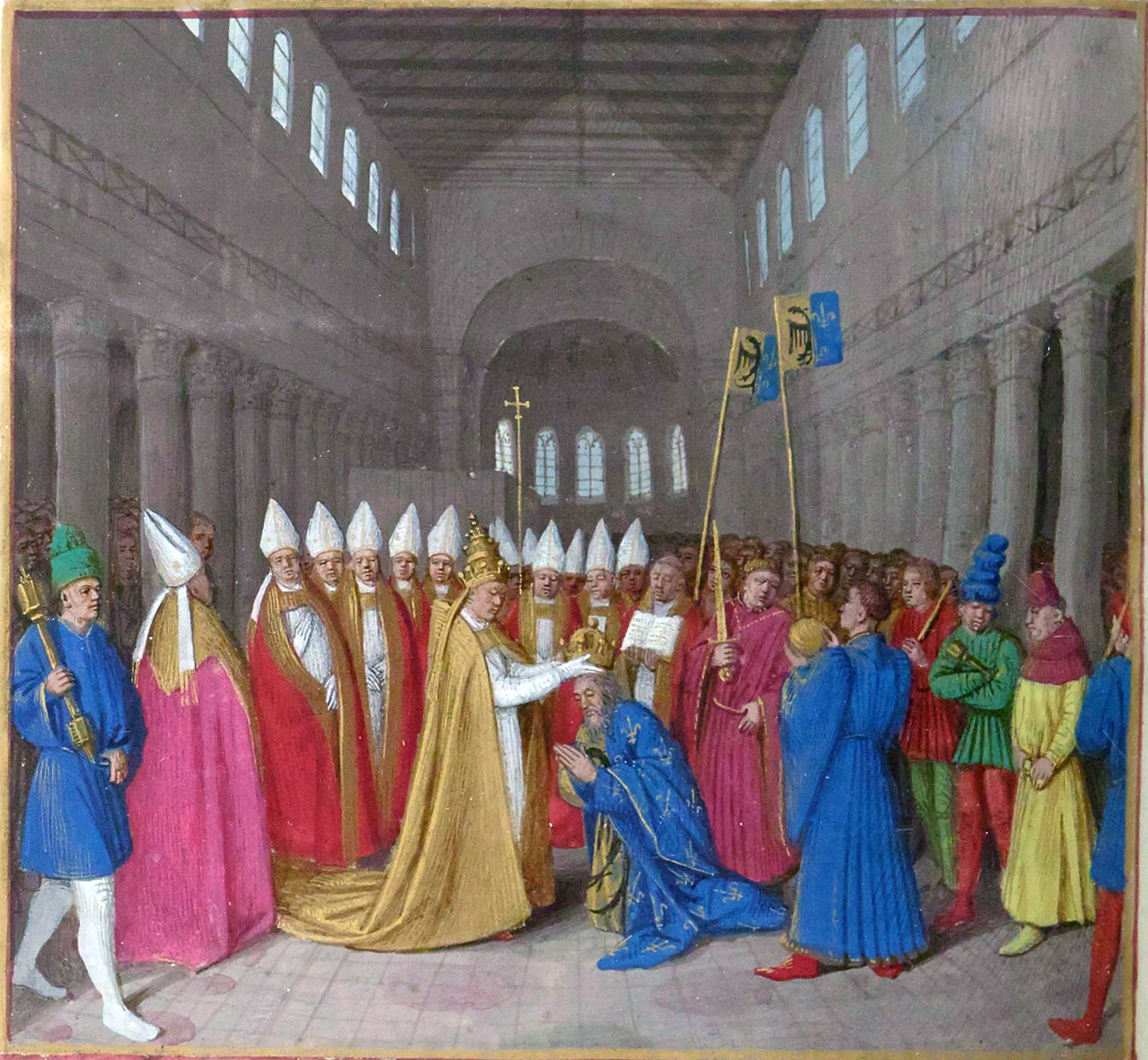
Korunovace Karla Velikého

### Karel Veliký
Za vlády Pipinova syna Karla I. Velikého dosáhla franská říše největšího rozmachu. Období jeho vlády dominovaly především rozsáhlé výboje, za nichž se franský stát nebývale rozšířil; Karel získal po těžkých bojích Sasko a Bavorsko, ovládl Itálii až po Spoleto (celá severní Itálie), přinutil Slovany platit tribut, pronikl též na Pyrenejský poloostrov (který ovládl po řeku Ebro). Rozsáhlé expanzi Karel podřídil i správu říše: na hranicích říše vznikly marky (spravované markrabaty), v nichž se udržovala neustálá přítomnost vojska; vnitřní část říše byla rozdělena na hrabství (spravovaná hrabaty). Hrabata a markrabata si Karel k sobě připoutal lenními vztahy. Za Karlovy vlády se bohatě rozvíjela i kultura a došlo k velikému rozkvětu vzdělanosti (karolinská renesance).
Franská říše se postupně stala rozhodující mocností v západní Evropě a protiváhou byzantské říše na východě. Tomu odpovídal císařský titul jejího panovníka. Roku 800 korunoval papež Lev III. během vánočních bohoslužeb v Římě Karla Velikého císařem (Karlova říše tak měla být pokračovatelkou římské říše).

Rozdělení franské říše podle verdunské smlouvy z roku 843

### Rozdělení říše
Po smrti Karla Velikého nastupuje na trůn jeho syn Ludvík I. Zbožný. Přes všechny reformy se ukazovalo, že není možné řídit tak velkou říši jako jednotný stát. Po Ludvíkově smrti došlo k dynastickým bojům mezi jeho syny. Roku 843 byla uzavřena Verdunská smlouva, která franskou říši rozdělila na tři části: západofranskou, východofranskou a Lotharingii. Ze západofranské říše se vyvinula středověká Francie.

## Středověk
Po verdunské smlouvě z roku 843 se vlády v západofranské říši ujal Karel Holý. Byl to král slabý, na jeho úkor rostla moc šlechty, vymohla si na něm dokonce dědičnou držbu léna, postupně se osamostatňovala a bohatla. Ruku v ruce s rostoucí mocí šlechty rostla i moc církve.
Během 10. století upadá moc Karlovců, král přímo vládne jen Paříži a jejímu okolí. Naopak roste moc rodu Robertovců, roku 987 je králem zvolen Hugo Kapet, zakládá dynastii Kapetovců (s přestávkou za revoluce a vlády Napoleona vládla až do roku 1848, od Jindřicha IV. Navarrského lze hovořit o dynastii Bourbonů, ale v zásadě jde o vzdálenější větev Kapetovců).
Centralizovaným státem se Francie stává ve 12. století, Kapetovci postupně upevňují svou moc, např. Filip IV. Sličný.
Filip IV. Sličný byl král neobyčejně silný a mocný, ale vedl poměrně agresivní politiku, dostával se do sporů s různými vrstvami obyvatel: sužoval prostý lid daněmi, aby měl prostředky na válku s Anglií (spory o území při pobřeží Atlantiku), doloval peníze z italských bankéřů a když nebyl schopen své dluhy splácet, vyhostil je ze země, zadlužoval se u Židů, místo splácení pak dělal pogromy, dluhů u Templářů se zbavil tak, že přinutil papeže, aby řád obvinil z kacířství a zrušil. Svou moc Filip posiloval také na úkor církve, odebral jí desátky, které napříště šly do královské pokladny. Papež Bonifác VIII. nechtěl nic takového připustit, dostali se do sporu, Filip papeže urazil, papež zemřel, na jeho místo byl zvolen Kliment V.(bývalý arcibiskup z Bordeaux), na nátlak krále se usadil v Avignonu, období 1309–1378 bývá nazýváno Avignonským zajetím papežů, hlava církve podléhala vlivu francouzského krále. Filip IV. také založil generální stavy, sněm zástupců měst, církve a šlechty, které hrály důležitou roli v dalších dějinách Francie.
Filipovým nástupcem byl jeho syn, Karel IV., ten umírá roku 1328 a jeho smrtí končí vláda přímé linie Kapetovců. Po jeho smrti došlo ke střetům o francouzský trůn, které v roce 1337 přerostly ve stoletou válku.

## Stoletá válka
Stoletá válka byla válka mezi Anglií a Francií v letech 1337–1453, jejíž hlavní příčinou byl spor o nadvládu ve Flandrech a jihozápadní Francii a záminkou neuznání nástupnictví Edvarda III. na francouzský trůn. Pro zpřehlednění se průběh války tradičně rozděluje do tří etap, ale toto rozdělení není chápáno nijak dogmaticky (jde o to, kdo měl v dané etapě převahu, jakým způsobem byla válka vedena; etapy jsou od sebe odděleny důležitými mírovými ujednáními).

### První etapa
Na počátku konfliktu se Anglie (kterou vedl král Eduard III.) snažila především o posílení svého obchodního postavení ve Flandrech, které byly paradoxně jejími spojenci, a udržení svých držav ve Francii. Na straně Francie (král Filip VI. Francouzský) stálo Skotsko. Anglii se dařilo především v námořních bitvách (Bitva u Sluis v roce 1340 jí zajistila dlouhodobou kontrolu nad kanálem La Manche), avšak v roce 1346 porazila francouzské vojsko v bitvě u Kresčaku. V roce 1347 Angličané dobyli město Calais. A přestože téhož roku byl uzavřen mír (v jehož průběhu nastoupil na francouzský trůn král Jan II.), už za osm let válka znovu započala a Francouzi byli roku 1356 poraženi v bitvě u Poitiers. V nastalých zmatcích se vlády chopil Karel V., který zlikvidoval odpor vzbouřené Paříže a v roce 1360 uzavřel mír v Brétigny, jímž první etapa války skončila. Král Edward III. se zřekl francouzské koruny a Flandry zůstaly v moci Francie. Většina francouzského území však nadále patřila Anglii.

#### Armády
Francouzská vojska sestávala ze šlechtické jízdy; šlechta odmítala pouštět do bitvy měšťany a žoldnéře. Naproti tomu armáda anglická disponovala skvělou jízdou a výbornými lučištníky z Walesu, kteří mohli francouzské jezdce postřílet dříve, než stihli použít svá dlouhá kopí. Navíc byla anglická armáda mnohem disciplinovanější (francouzské rytířstvo totiž často neuposlechlo rozkazy, vyjeli jinam než jim bylo přikázáno, nebo nevyjeli vůbec, což velmi narušovalo celistvost armády), velkým důkazem jejich svéhlavosti jsou následky bitvy u Kresčaku, francouzská bojová šlechta si nedokázala přiznat, že by je porazili neurození lučištníci a rozhodujícím faktorem určili anglické rytíře sesednuvší z koně (aby mohli lépe bránit právě lučištníky) a hned do další bitvy vyrazilo francouzské rytířstvo do boje pěšmo.

### Konec války
Válka skončila v podstatě vítězstvím Francouzů. Angličané totiž ztratili všechna francouzská území, která před válkou vlastnili, kromě Calais a Normanských ostrovů, což učinilo z Anglie ostrovní stát, neboť ještě před začátkem války jim patřila celá Normandie.

## Francie v raném novověku (1453–1789)
Ze stoleté války vyšla Francie jako vítěz a do novověku tak vstoupila jako velmoc. V této době se začalo posilovat postavení panovníka a upevnilo se státní zřízení. Feudální režim ve Francii začala pozvolna nahrazovat centralizovaná vláda soustřeďující se kolem absolutisticky vládnoucího dvora.

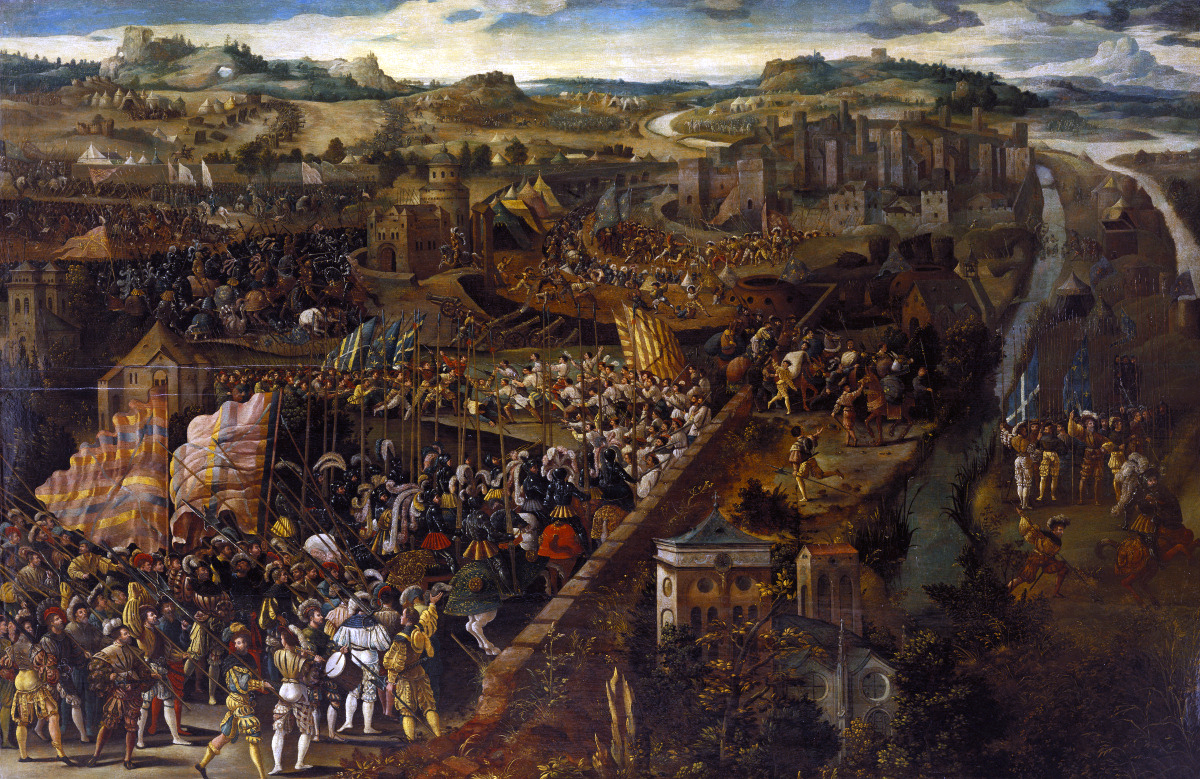
Italské války: Bitva u Pavie

### Italské války a habsburské nebezpečí

Karel V. Habsburský v bitvě u Mühlbergu, Tizian, 1548

Celé první polovině 16. století dominují války o Itálii. Tyto války byly vyvolané sporem o nástupnictví v království Neapolském a vévodství Milánském, Francie tu válčila zejména se Španělskem, ale i se samotnými italskými městy. Francie měla o posílení moci v Itálii zájem z několika důvodů; předně italská města byla velice bohatá a kulturně vyspělá, navíc jejich získání by umožnilo postavit se rozpínavosti Španělska a Habsburků. Neapol i Milán Francouzi několikrát získali a několikrát zase ztratili. 
Ekonomičtí historici nazývají éru od roku 1475 do roku 1630 „krásným 16. stoletím“ kvůli návratu míru, prosperity a optimismu v celé zemi a trvalému růstu populace. V roce 1559 Jindřich II. Francouzský podepsal (se souhlasem Ferdinanda I., císaře Svaté říše římské) dvě smlouvy (mír z Cateau-Cambrésis): jednu s Alžbětou I. Anglickou a jednu s Filipem II. Španělským. Tím skončily dlouhotrvající konflikty mezi Francií, Anglií a Španělskem.
Právě Habsburkové se v 16. století stali pro Francii největším nepřítelem. V předchozích letech totiž nebývale vzrostla jejich moc; od roku 1437 prakticky bez přestání drželi císařskou korunu Svaté říše římské, roku 1477 navíc pronikli do západní Evropy a těsného sousedství Francie, když Maxmilián I. získal sňatkem s Marií Burgundskou nejen Burgundsko, ale taktéž Lucembursko a celé Nizozemí (tedy i území dnešní Belgie). Sňatkem Filipa I. Sličného Habsburského s Johanou Šílenou Kastilskou navíc Habsburkové získali Španělsko a jeho zámořské kolonie. Syn Filipa a Johany – Karel V. Habsburský – se tak stal zdaleka nejmocnějším monarchou Evropy 16. století. A Francie se octla v habsburském obležení – na francouzské severní a západní hranici ovládali Habsburkové Burgundsko, Nizozemí a Německo, na jihu Španělsko.

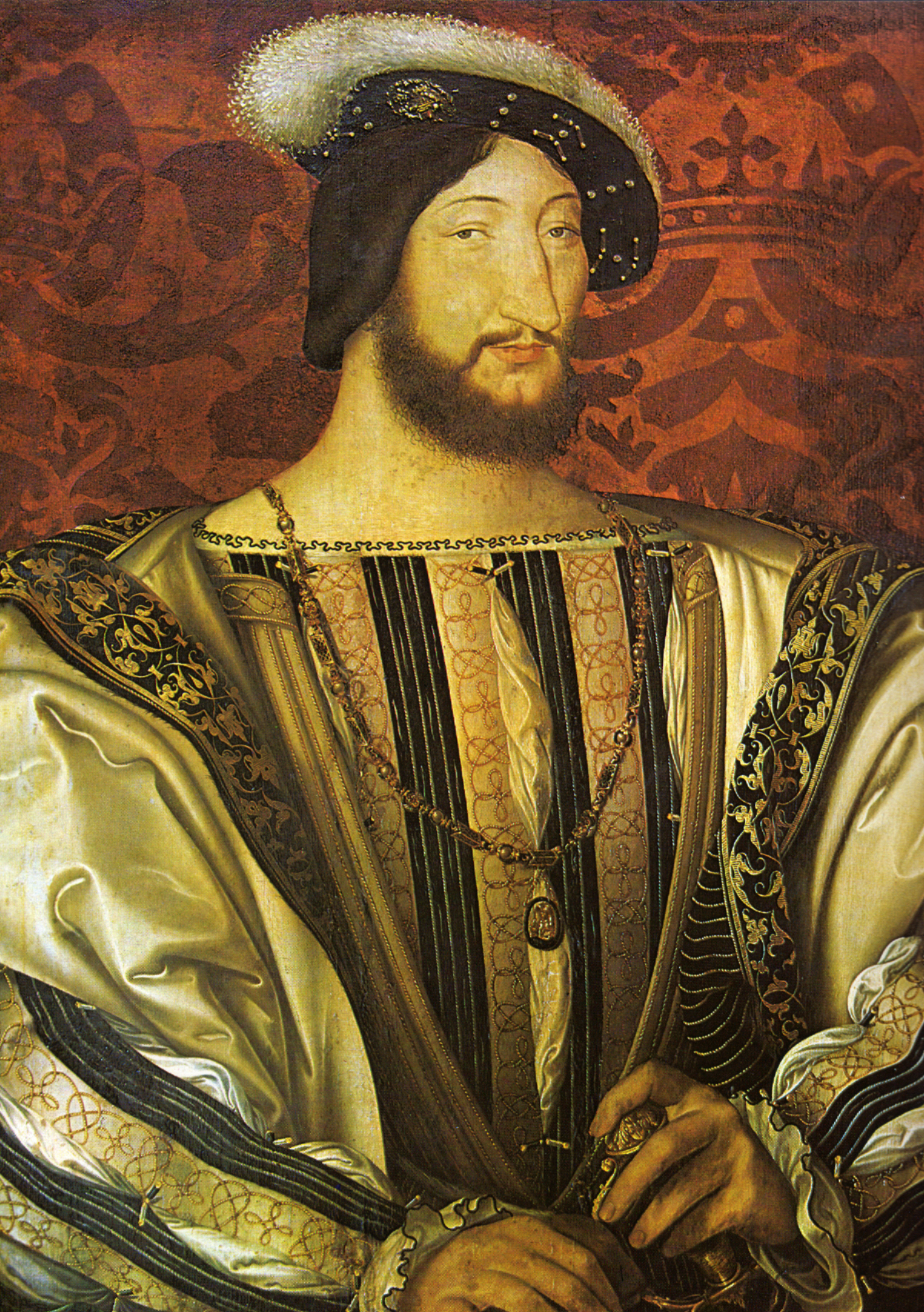
František I. od Cloueta

### Renesanční Francie a upevnění panovnické moci
Spolu s francouzskými zásahy v Itálii do Francie dorazila renesance. Ztělesněním rozkvětu a moci Francie v této době se stal král František I. (François Ier). Pro jeho korunovaci bylo složeno J. Moutonem moteto Domine salvum fac regem, užívané de facto jako královská hymna až do konce starého režimu. Všichni životopisci Františka I. zdůrazňují, že podporoval umění, udržoval přepychový dvůr a posiloval moc krále. A přitom rozhodně nezapomínal na zahraniční politiku. Po celý život byl rivalem španělského krále a německého císaře Karla V., s nímž se utkal v četných válkách o Apeninský poloostrov a na němž získal zpět Burgundsko. Právě války o Itálii se Španělskem dominovaly celé jeho vládě. Humanisty byl František milován, do úst mu vložili slova: „Nevzdělaný král je korunovaný osel.“, opěvována byla jeho pěkná postava, hlas, výřečnost a šarm.

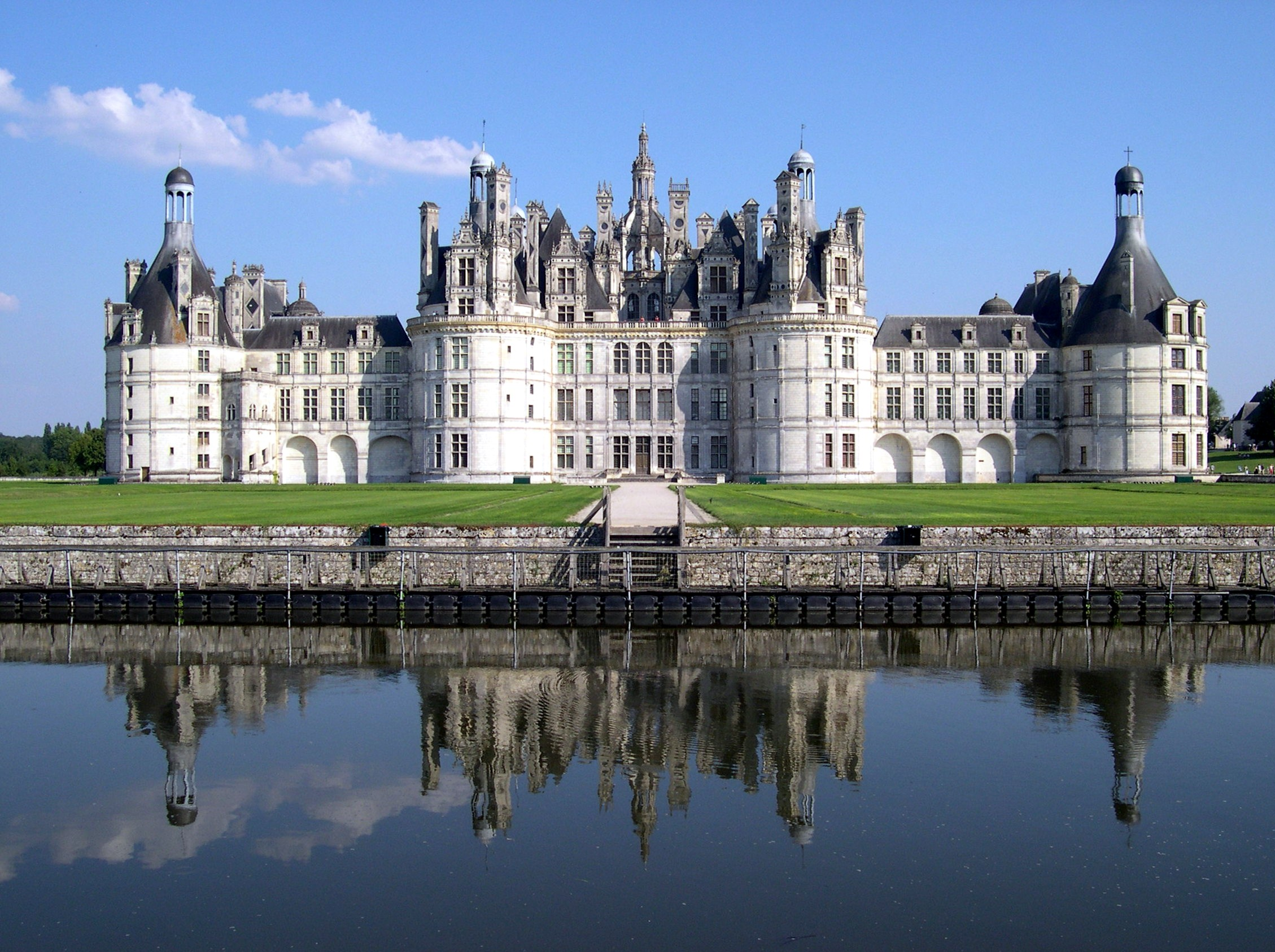
zámek Chambord na Loiře

František neměl žádnou stálou rezidenci, místo toho brázdil spolu se svým kočujícím královstvím Francii. Ačkoliv byl tento typ řízení státu v tehdejší době obvyklý, ukazuje také na nedostatečnou funkci Paříže jako hlavního města. Jelikož však Františkův dvůr byl obrovský a přepychový (a v celé tehdejší Evropě neměl obdoby), a jeho neustálé stěhování se dosti prodražovalo, František započal se stavbou královských rezidencí; vznikly tak opěvované zámky na Loiře (Chambord, Chenonceau, Blois), zámek Fontainebleau a František také nechat několikrát přebudovat pařížský Louvre.
Na Františkově dvoře se plně rozvinula renesanční a manýristická kultura; působili tu básníci Pierre de Ronsard, Michel de Montaigne či François Rabelais, František sem pozve Leonarda da Vinci, Michelangela, Rafaela a Tiziana.
Za Františkovy vlády Giovanni da Verrazzano a Jacques Cartier objevili pro Francii Kanadu; ve Francii se také začal rozvíjet obchod (v Lyonu je založena první burza).
Avšak ta obrovitá sláva Františkova dvora a namáhavé války v Itálii měly také svou odvrácenou stranu. Za Františkovy vlády se Francie nesmírně zadlužila, a tak rostly daně, ceny a nespokojenost lidu. A v té době do Francie pronikla reformace.

## Velké století

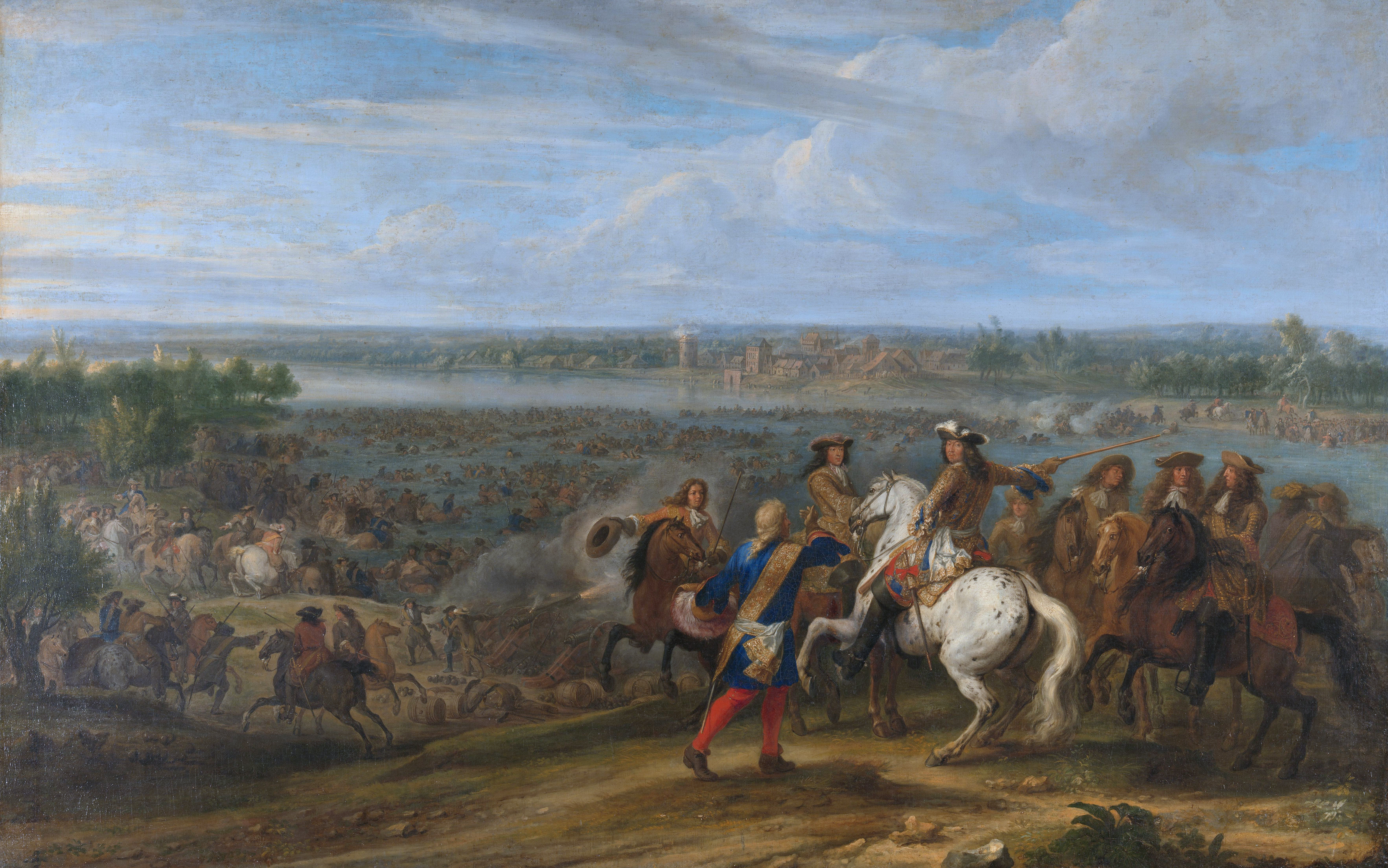
Ludvík XIV. překračuje Rýn během francouzské invaze do Nizozemí roku 1672

Za Ludvíka XIV. Velikého (1638–1715) se francouzské hospodářství slibně rozvíjelo, navzdory tomu se však situace prostého obyvatelstva příliš nezlepšovala. Ačkoliv Francie představovala jednu z nejbohatších zemí světa, nedokázala plně uspokojit potřeby svého panovníka, který neustále trpěl nedostatkem financí, které potřeboval jak na své honosné stavby, tak zejména na válečné účely. Smrtící se pro stát ukázaly dvě věci: stavba a následný provoz zámku ve Versailles a ne příliš úspěšné války o dědictví španělské, v níž se střetl s koalicí Velké Británie, Svaté říše římské národa německého a rakouských Habsburků. Výsledkem bylo obrovské zadlužení země, které vyústilo za vlády Ludvíka XV. ve všeobecný úpadek, který se ještě prohloubil za Ludvíka XVI. (1774–1792). Nastaly hospodářské problémy. Většina obyvatel se živila zemědělstvím, nejvíce lidí žilo na venkově (20 milionů obyvatel, tedy asi 4/5). Půda byla drahá. Rolníci i velkostatky měly jen malé výnosy a cena potravin stoupala. Těsně před revolucí tvořili 1/5 národa žebráci. Řemeslo bylo řízeno cechy. Ozývaly se hlasy po jejich zrušení, někteří řemeslníci chtěli vyrábět svobodně. Průmyslníci se zasazovali o právo na svobodné podnikání. Obchod se nejvíce vyplácel na pobřeží, protože se platilo vnitřní clo. Ani obchodníci na pobřeží ale nebyli spokojeni.
Od dob Ludvíka XIV. vládl francouzský panovník absolutisticky, jeho moci byl přisuzován božský původ. Dvůr Ludvíka XVI. měl obrovskou spotřebu a vysoké dluhy. Aby měl na splátky, zvýšil stávající a zavedl speciální daně, například z komínů, šatů a oken. Daně platilo 97 % obyvatelstva, takzvaný třetí stav. Ten navíc platil desátky a clo.

## Třetí republika
V roce 1880 vešel v platnost zákon, který vyhostil některé katolické kongregace z území Francie (1880) a podruhé v letech 1902-1903. V roce 1905 přijala Francie zákon o odluce církve a státu.
Roku 1919 zajistila Versailleská smlouva navrácení Alsaska-Lotrinska (s ponecháním místních právních úprav), Francie získala bývalou německou kolonii Kamerun a správu nad Sýrií a Libanonem.
Po válce se Francie musela zejména zotavit z válečné katastrofy. To se do roku 1925 podařilo. Protože ve válce padl jeden milion Francouzů a dalších až pět milionů zůstalo trvale invalidních, nastala první velká éra imigrace. Stranický systém zůstal stejný jako před válkou. Jen na konferenci SFIO v Tours v prosinci 1920 vznikla Francouzská sekce Komunistické internacionály (SFIC), od roku 1921 Komunistická strana Francie (PCF). Menšina odešla a ponechala si název SFIO. Šéfem socialistů se stal Léon Blum (1872–1950).
V roce 1919 byly povoleny kolektivní smlouvy a zavedena 8 hodinová pracovní doba. Volby 16. listopadu 1919 s obrovskou převahou (získal téměř 75 % křesel) vyhrál národní blok (Bloc National) – široká koalice umírněné pravice a středu, fakticky klerikálů a válečných veteránů, který pak vládl až do roku 1924. Vládu sestavil bývalý socialista JUDr. Alexandre Millerand (1859–1943). Francie navázala diplomatické styky s Vatikánem a v roce 1920 byl přijat konkordát, čímž se oslabila odluka církve od státu. Po pádu pravicového socialisty Aristide Brianda (1862–1932) jako příliš smířlivého k Německu se stal premiérem v letech 1922–1924 byl bývalý premiér a prezident republiky JUDr. Raymond Poincaré (1860–1934). V zahraniční politice prosazoval ostře protiněmecký kurs, který vyvrcholil 11. ledna 1923 okupací Porúří. Ale ta byla velice nákladná: byly zvýšeny daně, padl frank a vládní hospodaření bylo v deficitu. Na konci roku 1923 vystoupili z vlády radikálové. V roce 1924 uzavřela Francie spojeneckou smlouvu s Československem.
Volby v květnu 1924 nad národním blokem vyhrál levý kartel (Cartel des Gauches) – koalice SFIO, radikálů a republikánských socialistů pod vedením Édouarda Herriota (1872–1957) a Paula Painlevého (1863–1933). Levý kartel pak vládl až do roku 1926. Tato koalice sestavila celkem 7 vlád, které musely čelit finančním problémům s měnou a zaváděly sociální opatření. Prvním premiérem koalice byl v letech 1924–1925 Édouard Herriot. SFIO do vlády nevstoupila, ale podporovala ji. Herriot se snažil o anglo-francouzské sblížení a zmírnění postoje k Německu. Uznal stát SSSR de iure. V roce 1924 přiměl k demisi prezidenta republiky Milleranda, který se příliš angažoval ve prospěch pravice a chtěl posílit prezidentské pravomoci. Samotný premiér však v dubnu 1925 musel resignovat kvůli finančním problémům vlády. Levý kartel musel čelit povstáním v Maroku a Sýrii. MZV byl v letech 1925–1932 Aristide Briand, který přišel s programem usmíření (apaisement) Německa. 19. července 1926 vystoupili socialisté z levého kartelu.
Vládu národní jednoty za podpory radikálů sestavil 23. července 1926 opět Poincaré, který byl premiérem až do roku 1929. Za podpory bank vyřešil finanční krizi snížením vládních výdajů a zvýšení daní. Začala hospodářská prosperita, ale radikálové se pod vedením Édouarda Daladiera (1884–1970) v roce 1927 posunuli doleva a rozhodli se vystoupit z vlády. Ve volbách v dubnu 1928 zvítězila pravice (Zlatá parita), takže novou vládu mohl Poincaré sestavit bez radikálů. Aristide Briand dosáhl usmíření Německa na úkor východních spojenců Francie. Kvůli nemoci musel Poincaré v červenci 1929 resignovat. Premiérem v roce 1930 byl dvakrát André Tardieu. Hospodářská krize vypukla ve Francii až v roce 1931, kvůli vysokým ochranným clům. Nejhlubší byla, jako všude jinde, v roce 1932.
Ve volbách v květnu 1932 se dostala k moci levice. Vládu sestavil Herriot. Koalici socialistů a radikálů však ukončil skandál Alexandre Staviského (prosinec 1933 – leden 1934), který otřásl radikální stranou. V reakci na skandál Stavisky se konaly masové pravicové demonstrace a 6. února 1934 pravicové autoritářské skupiny (Action Française & Croix de Feu) pokusily o puč. Nebyl úspěšný, ale bylo zastřeleno 15 lidí a padly 2 vlády. Klid obnovila vláda národní jednoty pod vedením bývalého prezidenta republiky radikála Gastona Doumerguea (1863–1937). Ta sice skončila již 8. listopadu 1934, ale nebezpečí převratu bylo zažehnáno. Novým premiérem se stal bývalý socialista JUDr. Pierre Laval (1883–1945).
SFIO se začala orientovat na spolupráci s PCF. První dohoda byla podepsána 27. června 1934. 14. července 1935 vznikla Lidová fronta ze socialistů, komunistů a radikálů. Lavalova tradiční taktika snižovat vládní výdaje a zvyšovat daně nebyla úspěšná. Musel podat demisi a rozpoutala se nejostřejší volební kampaň od roku 1877.
Lidová fronta 26. dubna 1936 volby vyhrála těsně. SFIO byla poprvé nejsilnější stranou v NS, ale PCF posílila nejvíc. PCF do vlády nevstoupila, ale podporovala ji. Vláda pod vedením prvního židovského premiéra Léona Bluma, vyřešila stávkovou vlnu značným zvýšením platů, zavedla čtyřicetihodinový pracovní týden, 2 týdny placené dovolené a byly závazně stanoveny výše mezd a pravidla na odměnu. Byla postátněna centrální banka. Vláda však neměla program hospodářských reforem a sociální reformy byly příliš nákladné. Produktivita se nezvýšila, nezaměstnanost zůstala vysoká a nastal úprk kapitálu. V roce 1937 provedli na území Francie členové tajné organizace Comité Secret d'Action Révolutionnaire (Tajný výbor revoluční akce) několik teroristických útoků.
Blumova vláda 22. června 1937 padla, když se pokusila zavést devizová omezení. Novou vládu LF sestavil radikál Camille Chautemps. Radikálové a socialisté měli jiný názor na hospodářskou politiku. 18. ledna 1938 SFIO opustila vládu, takže radikálové museli sestavit menšinový kabinet. 13. března 1938 sestavil Léon Blum svou poslední vládu Lidové fronty, ale vydržela jen do 10. dubna 1938.
Nová Daladierova vláda velké koalice dostala důvěru celého NS. Měla vyřešit hlubokou hospodářskou krizi prostřednictvím návratu k tradičním řešením a mezinárodní napětí uklidnit prostřednictvím appeasementu.